# سانتیاگو سگورا
سانتیاگو سگورا (انگلیسی: Santiago Segura؛ زادهٔ ۱۷ ژوئیهٔ ۱۹۶۵) بازیگر، کارگردان، تهیه‌کننده فیلم و فیلم‌نامه‌نویس اهل اسپانیا است. 
از فیلم‌هایی که وی در آن نقش داشته است، می‌توان به همگی به‌سوی زندان، فراتر از احیاگر، شب بزرگ من، جادوگران سوگاراموردی، تیغه ۲، همه چیز دروغ است، دختر رؤیاهای شما، تورنته، مأمور خرفت قانون، تورنته ۲: مأموریت در ماربیا، تورنته ۳: محافظ شخصی، تورنته ۴: بحران مرگبار، مانولت، به‌طور کاملاً اتفاقی، ملکه اسپانیا، جو وحشی و آستریکس در بازی‌های المپیک اشاره کرد.